# Arboledas Paso Blanco
Arboledas Paso Blanco es una localidad del estado mexicano de Aguascalientes. Es parte del municipio de Jesús María.

## Demografía
| Censo | Población |
| ----- | --------- |
| 2005  | 1 775     |
| 2010  | 3 313     |
| 2020  | 4 575     |